# هانس لانغ (ملحن)
هانس لانغ (بالألمانية: Hans Lang)‏ هو ملحن نمساوي، ولد في 5 يوليو 1908 في فيينا في النمسا، وتوفي بنفس المكان في 28 يناير 1992.

## وصلات خارجية
- هانس لانغ على موقع IMDb (الإنجليزية)
- هانس لانغ على موقع ألو سيني (الفرنسية)
- هانس لانغ على موقع ميوزك برينز (الإنجليزية)
- هانس لانغ على موقع أول موفي (الإنجليزية)
- هانس لانغ على موقع قاعدة بيانات الأفلام السويدية (السويدية)
- هانس لانغ على موقع ديسكوغز (الإنجليزية)
- هانس لانغ على موقع قاعدة بيانات الفيلم (الإنجليزية)
- هانس لانغ على موقع كينوبويسك (الروسية)